# Szent Kereszt-templom (Rosztov-na-Donu)
A Szent Kereszt-templom  (örményül: Сурб Хач Челгид [suɾpʰ χɑtʃʰ], oroszul: Церковь Святого Креста) az Örmény apostoli ortodox egyház 18. században épült temploma. Egy korábban létező kolostor egyik fennmaradt épülete. A 18. század végén a Krímből származó örmény telepesek építették a krími azonos nevű kolostor emlékére. Ez a legrégebbi fennmaradt műemlék Rosztov-na-Donuban.

## Története
A templom 1786-től 1792-ig épült. A templomtól keletre egy emeletes püspöki ház állt. Itt működött az 1791-ben alapított középiskola, amelyet később bentlakásos szemináriummá alakítottak át. A szemináriumban könyvtárat hoztak létre, amelyet 1883-ban Nahicsevánba szállítottak. Az épületben volt Dél-Oroszország első nyomdája is, amely 1790 és 1796 között működött. Ez alatt a 6 év alatt több mint 20 könyvet nyomtattak a nyomdában. 1862-ben a templom nyugati homlokzatától nem messze kétszintes harangtorony épült. A harangtorony és a püspöki ház a 20. században elpusztult.

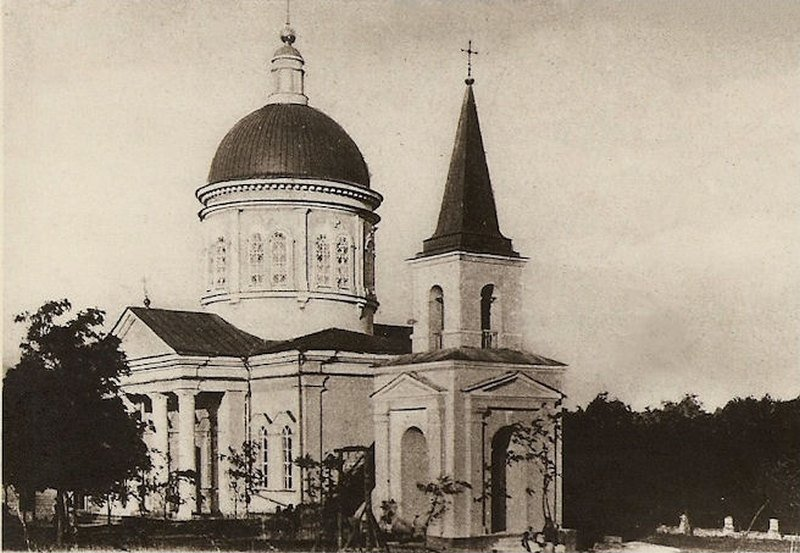
A templom az akkor még meglévő harangtoronnyal egy fényképen (1900–1917)

1972-ben az orosz-örmény barátság múzeumává alakították, de 2000-ben örmény apostoli templomként újra megnyitották.

## Elhelyezkedése

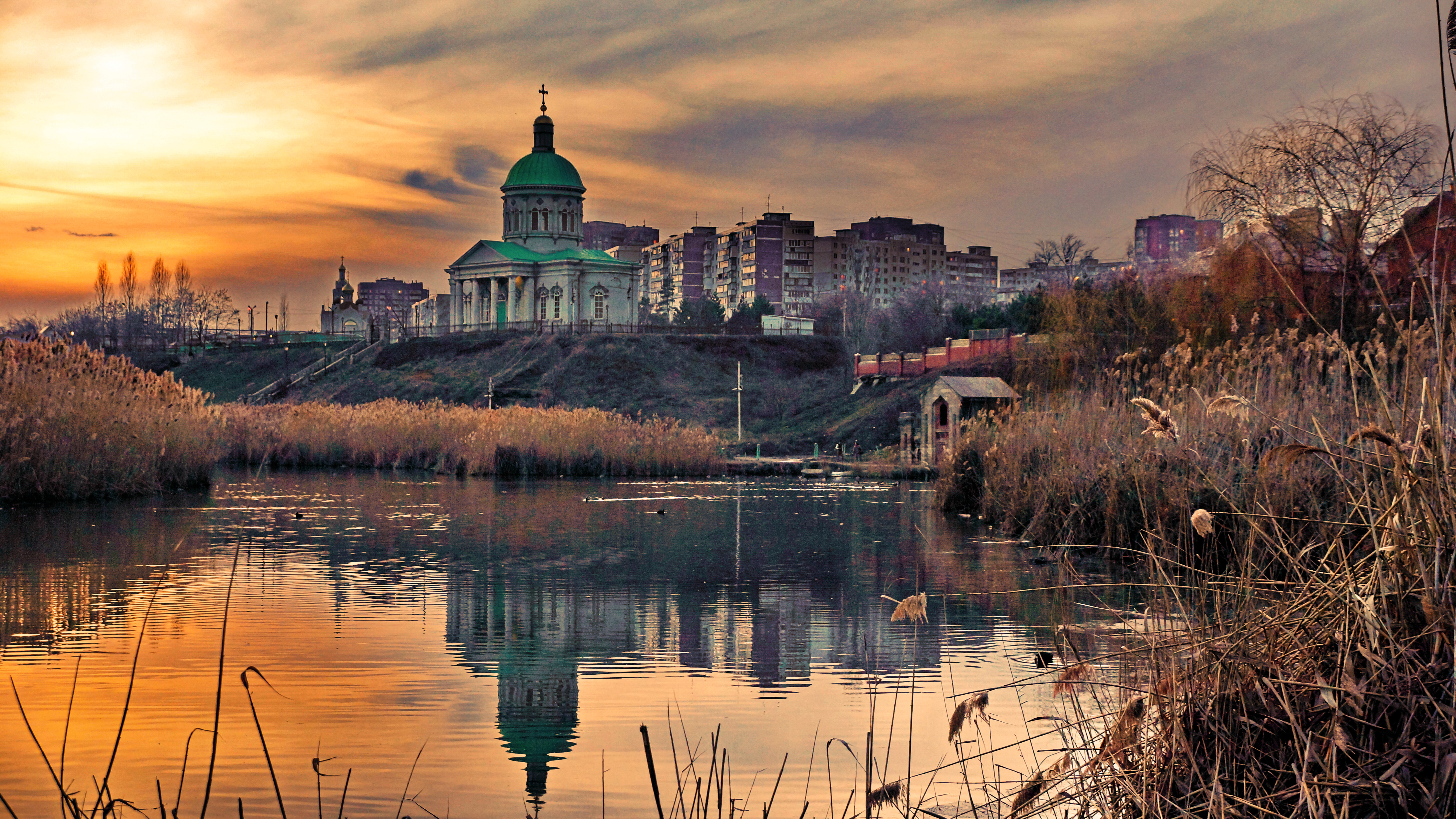
A templom és a környék panorámája

A templom a mai Vorosilov-körzetben található, egy magas dombon, a folyó közelében. Számos híres örmény ember van eltemetve a templom közelében.
A templomot lakónegyedek veszik körül. Az épület és annak bekerített kertje két völgy egyik északi víztározójának jobb felső partján található. A templom dél felé a völgyre néz. Egy régi kőlépcső vezet lefelé, ahonnan egy hídon lehet átjutni a víztározó közepén lévő kis szigetre.

## Építészete
A templom klasszicista stílusban épült. Az épület kompozíciójának fontos elemei a karzatok, a falak síkjait, különösen a dobot pilaszterek és párkányok tagolják. A templom téglalap alaprajzú, középső részén kis kiemelkedésekkel, keleten egy apszissal.

## Képgaléria

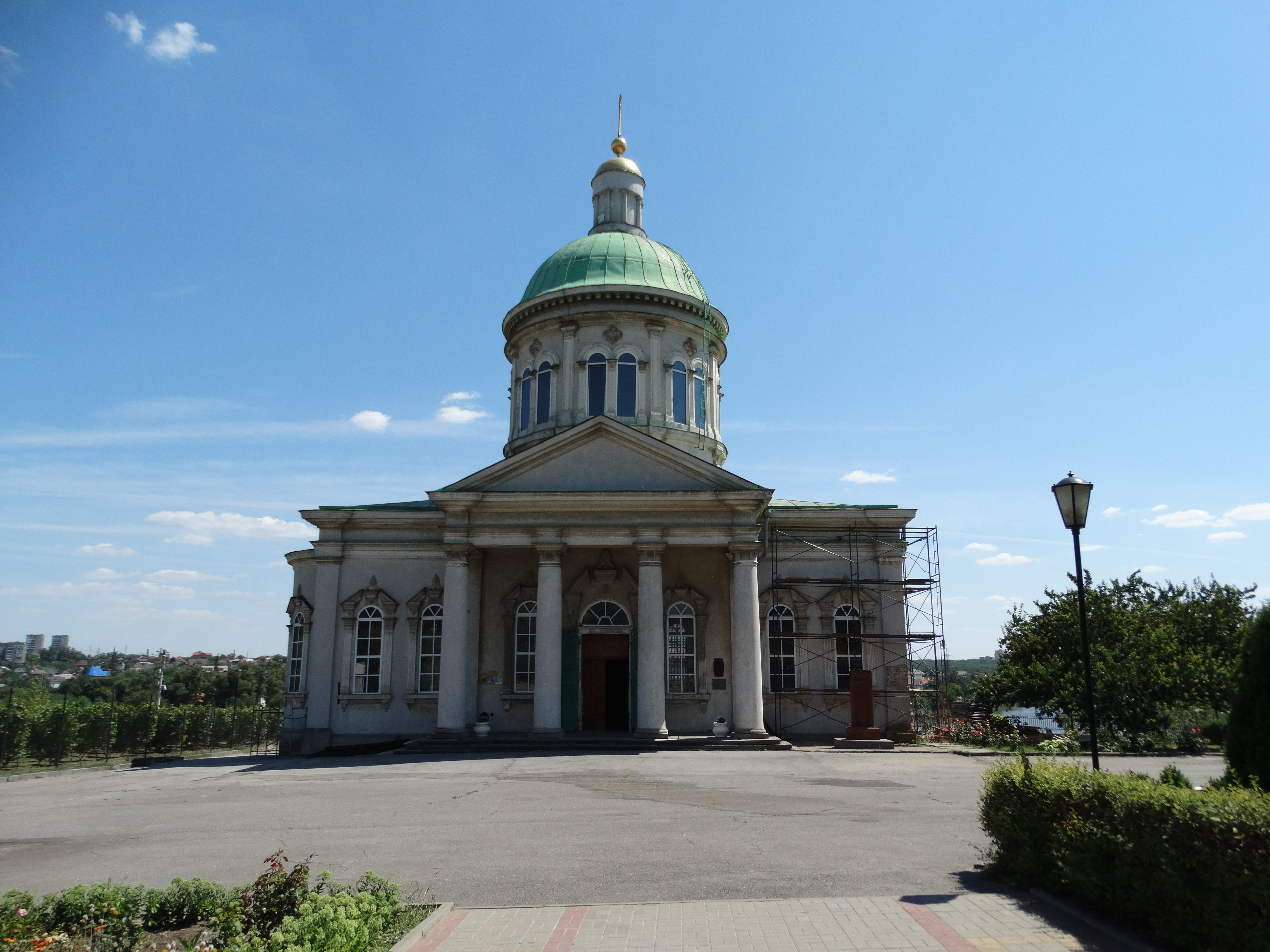
A templom általános képe
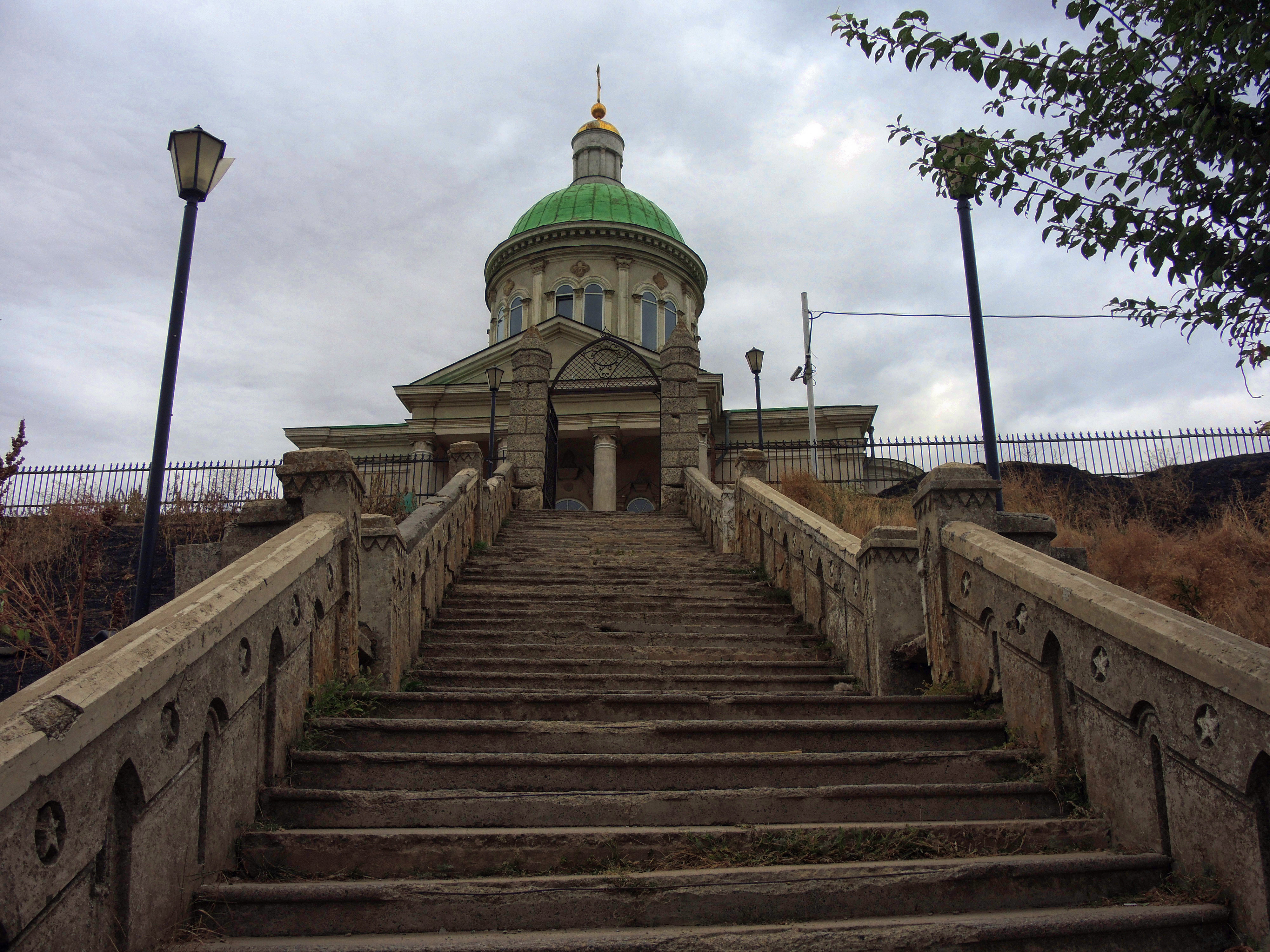
Kőlépcső a forrástól a templomig
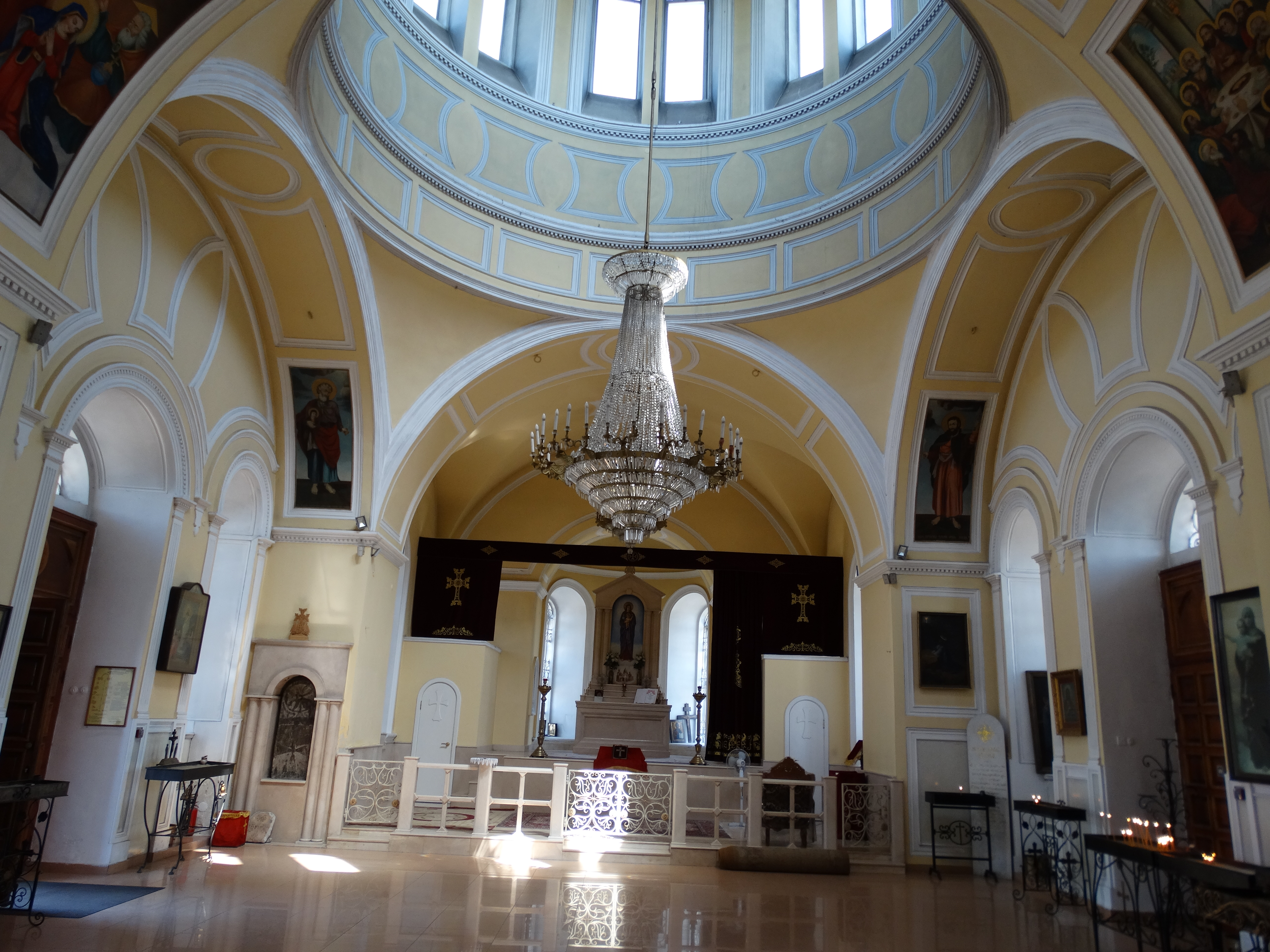
A belső tér
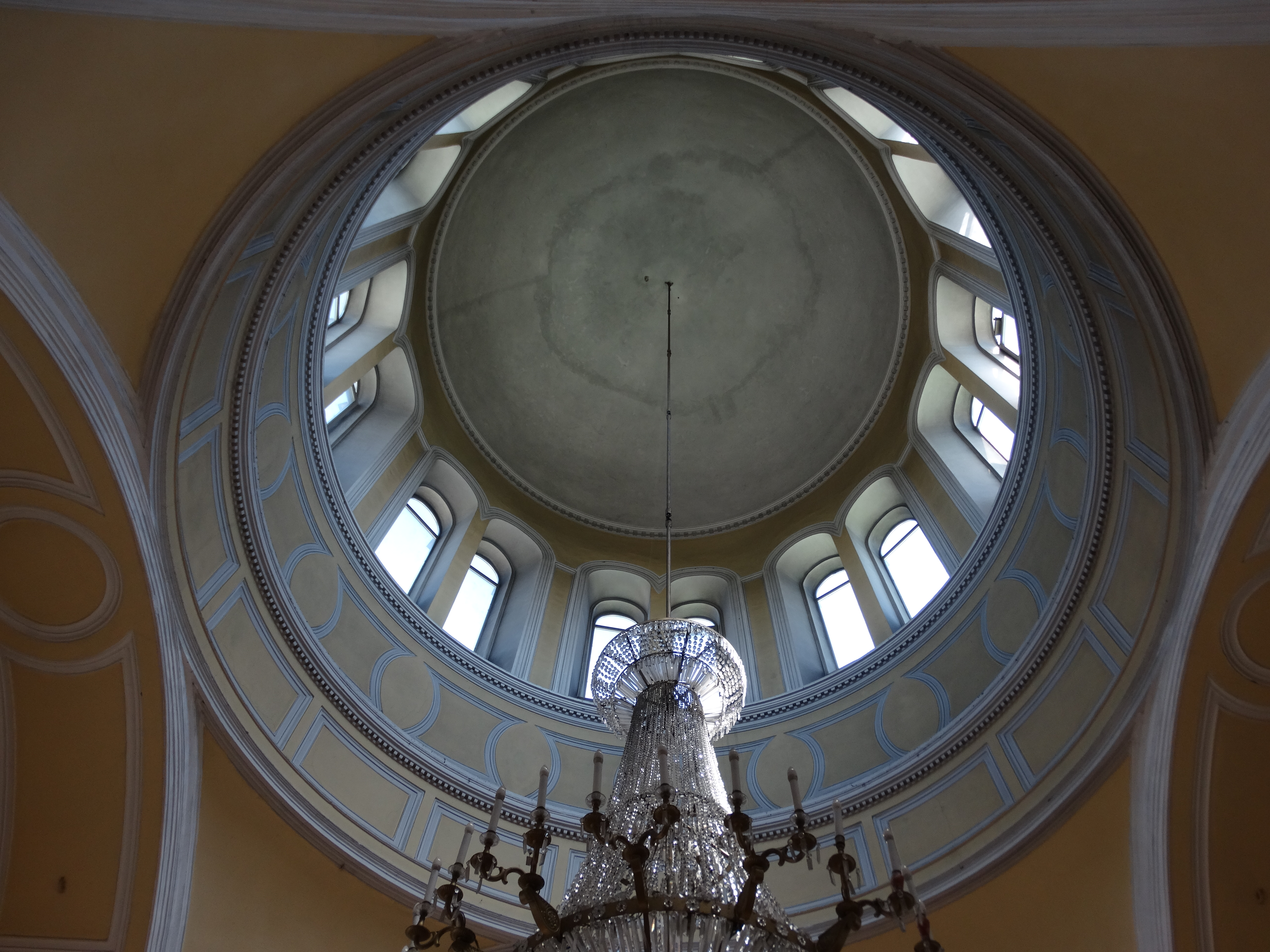
A templom kupolája
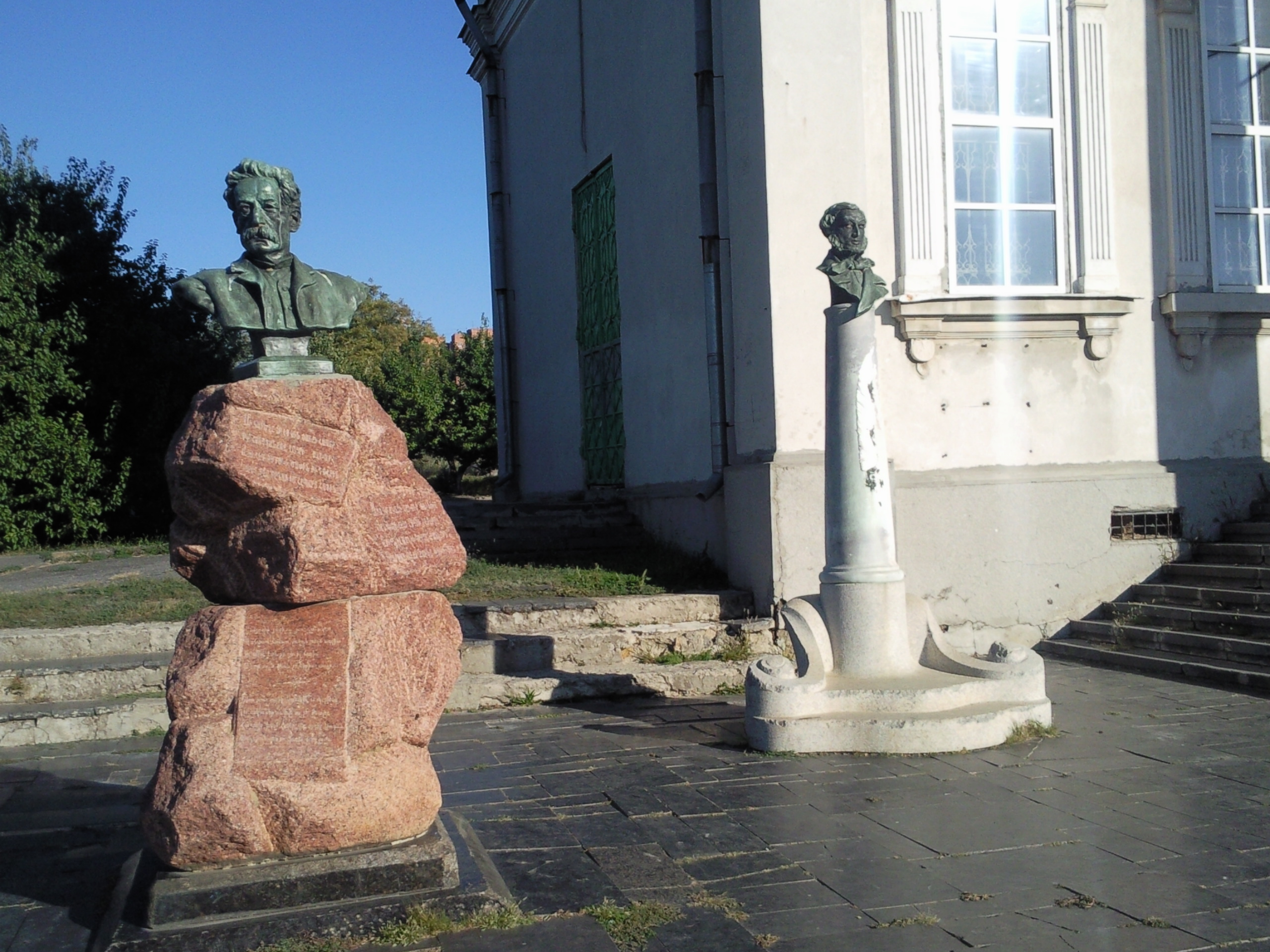
Örmény kiválóságok emlékmmúvei
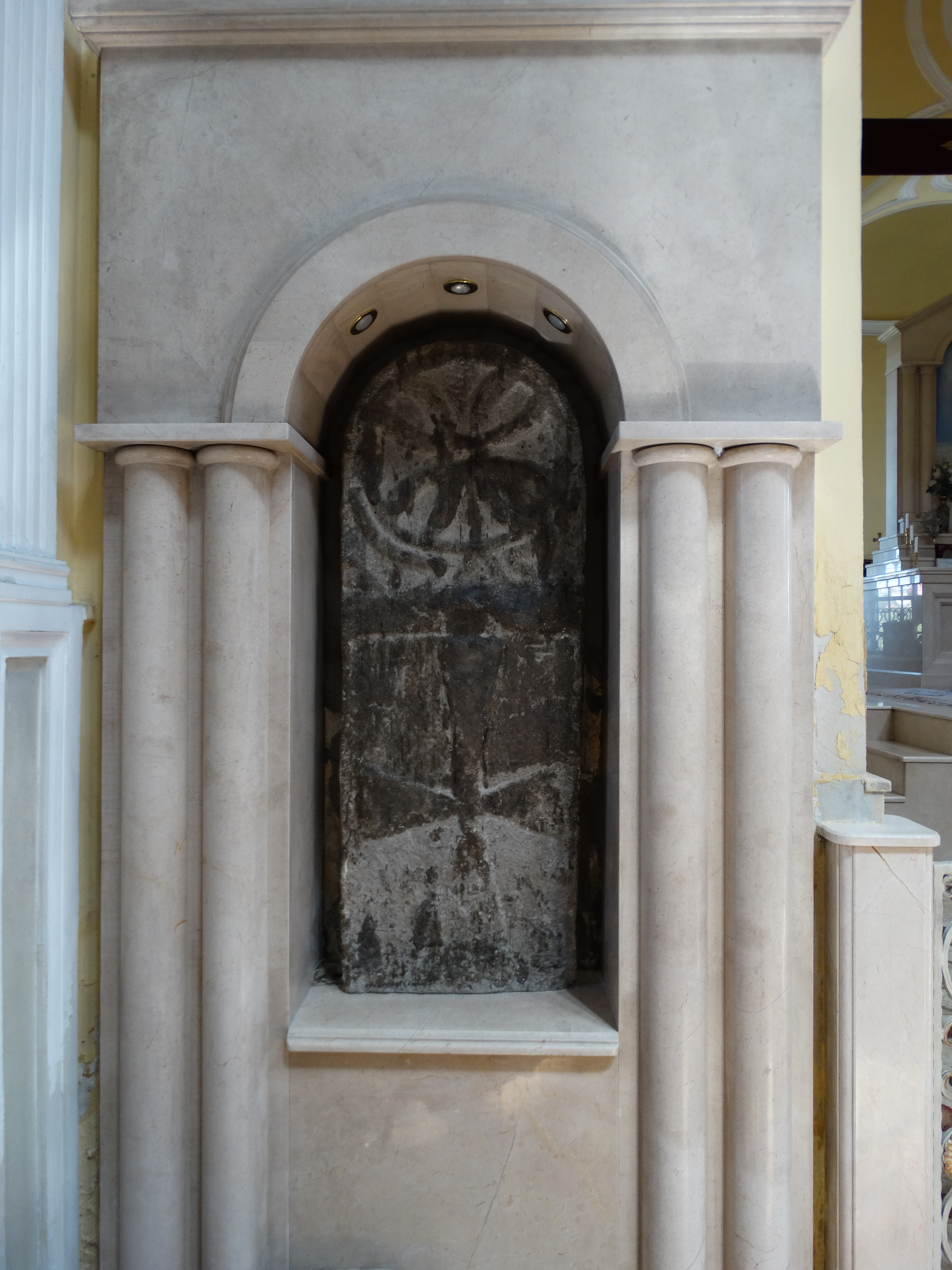
A keresztkövet a krími Szent Kereszt-kolostorból hozták
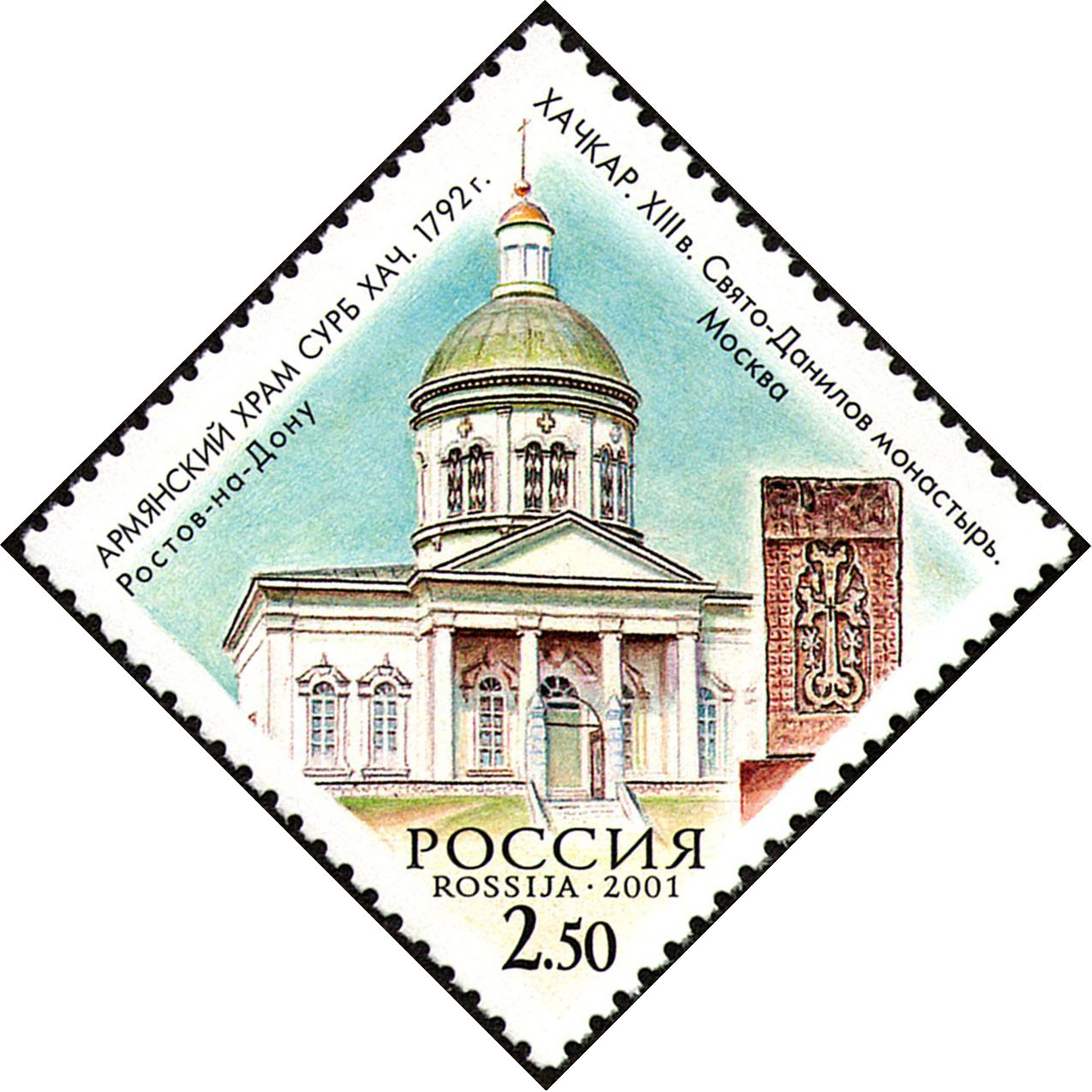
Orosz bélyegen (2001)
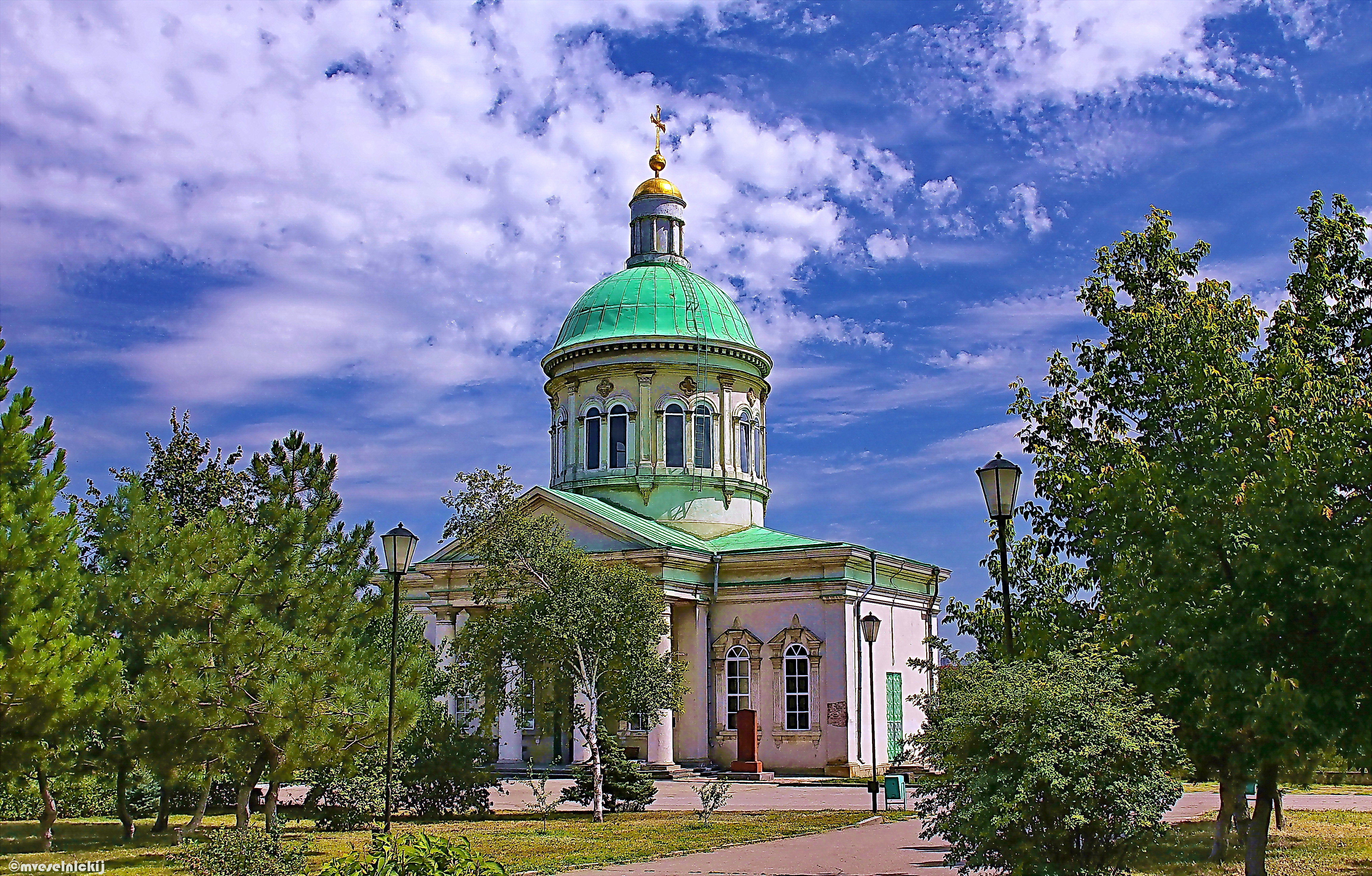
A kertből nézve

## Fordítás
- Ez a szócikk részben vagy egészben  a   Holy Cross Church, Rostov-on-Don című angol Wikipédia-szócikk ezen változatának fordításán alapul.  Az eredeti cikk szerkesztőit annak laptörténete sorolja fel. Ez a jelzés csupán a megfogalmazás eredetét és a szerzői jogokat jelzi, nem szolgál a cikkben szereplő információk forrásmegjelöléseként.